# Aletopus
Aletopus es un  género de lepidópteros perteneciente a la familia Noctuidae. Es originario de África.

## Especies
- Aletopus imperialis Jordan, 1926
- Aletopus ruspina (Aurivillius, 1909)